# Theodor Vierck
Theodor „Theo“ Vierck (* 4. Dezember 1910 in Ausackerholz; † 5. Januar 1998 in Kiel) war ein deutscher evangelischer Pfarrer, langjähriger Leiter der Heimvolkshochschule am Koppelsberg und Mitglied der Bekennenden Kirche in Schleswig-Holstein.

## Leben

### Familie
Theodor Vierck war verheiratet und hatte mehrere Kinder. Während der Kriegszeit und des Baus des Pfarrhauses in Moorrege lebte seine Frau zeitweilig in Bad Bentheim, wo auch die Kinder zur Welt kamen. Nach seinem beruflichen Wechsel nach Schleswig bewohnte die Familie das St.-Johannis-Kloster vor Schleswig. Theodor Vierck ist der Vater des Archäologen Hayo Vierck.

### Theologische Position im Nationalsozialismus
Früh hielt sich Theodor Vierck zu Mitgliedern der Bekennenden Kirche und trat schließlich der „Bekenntnisgemeinschaft der ev.-luth. Landeskirche Schleswig-Holstein“ bei, wurde jedoch nicht in den Kriegsdienst eingezogen. Vierck war Wegbegleiter von Otto von Dorrien und berichtete später als Augenzeuge von ihm in Publikationen, wie den Breklumer Heften oder „Zeit, den schmalen Weg zu gehen“.

### Berufliches Wirken
Nach seiner Ordination am 31. Juni 1935 in Kiel war er zunächst Hilfsgeistlicher in Uetersen, ehe er 1936 den 3. Pfarrbezirk der Kirchengemeinde Uetersen „Am Kloster“ übernahm aus dem schließlich die Kirchengemeinde Moorrege-Heist entstand. Unter seiner Leitung wurde das Fundament für die dann 1954 selbständig gewordene Kirchengemeinde gelegt und das Pastorat mit dem Kirchsaal in den Jahren 1938/39 erbaut.
Nach Ende des Zweiten Weltkriegs wechselte er als Krankenhausseelsorger 1946 zunächst an die Diakonissenanstalt Flensburg und 1952 an das Landeskrankenhaus in Schleswig.  1955 übernahm Vierck in Nachfolge von Otto von Stockhausen die Leitung der neugegründeten Evangelisch-Lutherischen Landvolk-Hochschule Koppelsberg und baute sie weiter aus, so dass 1961 das komplette Schulgebäude eingeweiht werden konnte.
Bis zu seinem Eintritt in den Ruhestand am 1. Juli 1976 war Vierck seit 1966 Pastor der Kirchengemeinde Flintbek.